# Шмид, Леопольд
Йохан Алоизис Леопольд Шмид (6 сентября 1808, Цюрих — 20 декабря 1869, Гисен) — немецкий католический богослов и философский писатель швейцарского происхождения, известный свободомыслием в своих работах.
Жил в Германии с раннего возраста, школьное образование получил в Шере и Эхангене. Богословское образование получил в Тюбингенском (1827—1830) и Мюнхенском (1830—1831) университетах. В 1832 году был рукоположён в сан священника и с того же времени начал преподавать на католическом богословском факультете в Марбурге. В 1837 году возглавил приход в Нассау. С 1839 года состоял профессором догматики на католическом богословском факультете Гиссенского университета, с 1842 года читал там же и философию; в 1843—1844 и 1855—1856 годах возглавлял кафедру философии.
В своих трудах Шмид стремился философски углубить католическую догматику и сблизить католическое учение с евангелизмом. В 1849 году Папа римский Пий IX не утвердил его избрания в епископы Майнцские главным образом за противное ортодоксальному католичеству сочинение «Der Geist des Katholicismus und Grundlegung der christl. Irenik» (Гиссен, 1848—1850); Шмид после этого ушёл с богословского факультета, оставив за собой лишь кафедру философии, и ответил брошюрой «Ueber die jüngste Mainzer Bischofswahl» (Гиссен, 1850). В книге «Ultramontan oder Katholisch» (1867) Шмид резко осуждал забвение истинно евангельского учения в католической церкви. В своих философских трудах он выступал представителем умозрительного деизма; таковы его работы «Grundzüge der Einleitung in der Philosophie» (Гиссен, 1860) и «Das Gesetz der Persönlichkeit» (1862). Кроме того, Шмид написал следующие труды: «Mitteilungen aus d. neusten Gesch. d. Diöcese Mainz» (Гиссен, 1868) и «Ueber die religiöse Aufgaben der Deutschen» (после его смерти в «Bildern aus der Geschichte der Kath. Reformbewegung», издание Люттербека, Мангейм, 1875). В 1867 году заявил, что не желает больше принадлежать к католической церкви, но, тем не менее, был похоронен по католическому обряду.